# Berthe Warret
Pour les articles homonymes, voir Carion.
Berthe Warret (ou Berthe Carion, née le 6 juin 1904 à Barly et morte le 1er septembre 1944 à Berlin) est une résistante française. Agente de liaison pour les FTP, elle est arrêtée, torturée et exécutée. Elle n'a jamais parlé.

## Biographie
Berthe Carion est née à Barly le 6 juin 1904. Elle est la fille de Jean Carion (1880-1948), un ancien maçon, devenu garde-champêtre et de Louise Gottrand (1884-1956). Elle est l'aînée d'une fratrie de six. 
Le 26 décembre 1923 à Barly, elle épouse Jules Warret d’Arras, ouvrier mineur et militant communiste. Ils ont deux filles et vivent dans la cité des Jardins à Arras.

### La Résistance
Dès l´occupation allemande, Jules Warret entre en clandestinité. Il deviendra plus tard, responsable FTP (Francs tireurs et partisans) du secteur Arras Bapaume Hesdin. Berthe Warret est agente de liaison pour les FTP et transporte des armes et de la dynamite pour eux.
La police surveille la maison des Warret, espérant y trouver Jules. Le 27 août 1943, la Brigade spéciale et les Renseignements généraux d'Arras arrêtent Berthe Warret et la livrent à la Gestapo. Sa fille, Jeanne Pernot-Warret est arrêtée le lendemain. Elles sont d'abord détenues à la prison St Nicaise d'Arras puis à Douai. La Gestapo, essaie de la faire parler sous la torture. Ils ne sont pas informés de ses activités de passeuse d'armes et veulent des informations sur son mari, Jules Warret. Ils la soupçonnent également d´avoir hébergé des communistes allemands déserteurs (effectivement une organisation clandestine du Parti communiste d'Allemagne existe alors dans le Nord-Pas-de-Calais) et s´acharnent sur elle.  
Jeanne Pernot-Warret sera torturée sous les yeux de sa mère et inversement. Jeanne Warret est déportée sans jugement le 8 mars 1944 à Waldheim.

### Prison et exécution
Berthe Warret est accusée de « complicité avec la révolution bolchevique », enfermée à la prison St Nicaise  d’Arras, isolée et interdite de colis et de  visite, puis transférée d´abord à la prison de Saint Gilles à Bruxelles puis à Cottbus le 12 juillet 1944. Elle y reste cent jours, enfermée dans une cellule humide, pieds et mains enchaînés, affamée et à nouveau torturée, mais elle ne parle toujours pas.
Le 31 août 1944, elle est emmenée à la prison pour femmes de Berlin, à Charlottenburg, pour être exécutée le lendemain. Elle y est exécutée par décapitation à la hache, le 1er septembre 1944, le jour même de la libération de sa ville, Arras. Son corps a aussitôt été livré à l’institut d’anatomie de Berlin pour être « utilisé à des recherches médicales ».
Sa fille, Jeanne Pernot-Warret est rapatriée le 23 mai 1945, mais, malade et affaiblie, elle meurt le 21 octobre 1969, laissant trois orphelins.

## Distinctions
- Chevalier de la Légion d'honneur à titre posthume (6 novembre 1962), en qualité d'ancien soldat des Forces françaises de l'intérieur (FFI)[5],[6].
- Médaille de la Résistance française à titre posthume (décret du 26 juin 1956)[7].

## Hommages
Son nom est inscrit sur le monument aux morts de Barly.
Par ailleurs son nom a été donné à :
- une rue à Rouvroy
- une rue à Beaurain[9]
- une rue à Arras
- au Centre communal d'action sociale de Méricourt[10]